# Max Harrison
Max Harrison ist ein britischer Musikkritiker und Jazzautor.

## Leben
Harrison begann ab 1955 für Jazz Monthly zu schreiben und über klassische Musik in der Londoner The Times und Gramophone (regelmäßig 1967 bis 1990). Er verfasste zwei Bücher über wesentliche Jazzplatten, u. a. mit dem 1997 verstorbenen Eric Thacker, einem hauptberuflichen Geistlichen, dem 1991 verstorbenen Charles Fox (der lange eine wöchentliche Radiosendung Jazz Today in England hatte) und dem Duke Ellington, Ella Fitzgerald und Billie Holiday-Biographen Stuart Nicholson. Weiterhin schrieb er Biographien von Charlie Parker und eine preisgekrönte Biographie von Sergei Rachmaninoff.
Harrison schrieb auch Beiträge für den New Grove Dictionary of Music (1980) über Jazz, einschließlich des Hauptartikels.

## Schriften
- Charlie Parker, 1961, Reihe Kings of Jazz
- mit Albert McCarthy, Paul Oliver, Alun Morgan: „Jazz on record: a critical guide to the first 50 years 1917-1967“, London, Hanover Books, 1968 und New York 1968, Oak Publications.
- The Lieder of Brahms. Cassell 1972
- mit Alun Morgan, Ronald Atkins, Michael James, Jack Cooke Modern Jazz - The Essential Records 1945-1970, London Hanover Books, Aquarius Books 1975 (200 Schallplatten werden besprochen)
- A Jazz Retrospect, London, Quartet Books 1976, 1991
- mit Charles Fox, Eric Thacker: The Essential Jazz Records - Ragtime to Swing, London, Mansell, 1984, Continuum 2000, ISBN 0720117089 (besprochen werden rund 250 Aufnahmen auf rund 600 Seiten)
- mit Eric Thacker, Stuart Nicholson: The Essential Jazz Records: Modernism to Postmodernism, London, New York, Mansell 2000, ISBN 0720118220 (ebenfalls rund 250 Aufnahmen auf 900 Seiten)
- mit Paul Oliver, William Bolcom The New Grove Gospel, Blues and  Jazz: with Spirituals and Ragtime, Norton 1986, 1997, ISBN 0393303578
- Rachmaninoff – Life, Works and Recordings, Continuum 2006, ISBN 0393303578
- Swing Era Big Bands and Jazz Composing and Arranging, in Bill Kirchner The Oxford Companion to Jazz, Oxford University Press 2000

| Personendaten    | Personendaten                            |
| ---------------- | ---------------------------------------- |
| NAME             | Harrison, Max                            |
| KURZBESCHREIBUNG | britischer Musikjournalist und Jazzautor |
| GEBURTSDATUM     | 20. Jahrhundert                          |